# Gericht Petersberg
Das Gericht Petersberg war ein vom 14. Jahrhundert bis 1821 bestehender Verwaltungs- und Gerichtsbezirk der Abtei Hersfeld, der Landgrafschaft Hessen-Kassel und des Kurfürstentums Hessen mit Sitz in Hersfeld.

## Geschichte
Abt Bernhard der Abtei Hersfeld gründete im Jahr 1003 auf dem gleichnamigen Berg die Benediktinerpropstei Petersberg, die dem Apostel Petrus geweiht war. Die Propstei verfügte über einigen Besitz rund um Hersfeld. Im Streit um die Vogteirechte für den Petersberg („advocatio Hersfeldensis in monte sancti Petri“) zwischen der Abtei und dem Landgrafen Ludwig III. von Thüringen obsiegte der Abt Siegfried im Jahr 1181 auf dem Reichstag in Erfurt. 1215 wurde das Vogteirecht der Abtei erneut bestätigt, und die Propstei wurde weiter ausgebaut. Im Rahmen der Territorialisierung entstand daraus das Gericht Petersberg. Das Gericht wurde auch von den von Buchenau beansprucht. Im Oktober 1312 ließ der Hersfelder Abt Simon I. von Buchenau zur Schlichtung des Streits 25 Zeugen laden. Diese bestätigten aber die Rechte des Probstes und lehnten die Ansprüche Buchenaus ab.
1648 wurde die Abtei Hersfeld aufgrund des Westfälischen Friedens aufgelöst und als Fürstentum Hersfeld Teil der Landgrafschaft Hessen-Kassel. Damit war das Gericht Petersberg hessisch geworden. Im Laufe der Zeit verlor das Gericht Petersberg bedeutende Flächen an das Amt Friedewald. Es umfasste danach noch Petersberg, Sorga, Niedernsolz (Sölzerhöfe), Oberrode, Kathus und Rotensee. 
1806 wurde im Rahmen der Bildung des Rheinbundes die Landgrafschaft Hessen-Kassel aufgelöst und das Amtsgebiet fiel an das Königreich Westphalen. Dort entstand der Kanton Hersfeld. Nach dem Ende des Königreichs Westphalen wurde das Kurfürstentum Hessen wieder geschaffen und das Gericht Petersberg entstand neu, war aber nun Teil des Amtes Hersfeld.
1821/22 wurde in Kurhessen die Trennung der Rechtsprechung von der Verwaltung eingeführt. Die Verwaltungsaufgaben gingen an den Kreis Hersfeld, die Rechtsprechung an das Landgericht Hersfeld. Das Amt selbst wurde aufgelöst.